# Gymnázium Brno-Bystrc
Gymnázium Brno-Bystrc, příspěvková organizace (dříve Klasické a španělské gymnázium Brno-Bystrc, příspěvková organizace), je příspěvková organizace, která vykonává činnost gymnázia a školní jídelny. Byla zřizovaná Jihomoravským krajem, se sídlem v ulici Vejrostova v městské části Brno-Bystrc.
Škola je nástupníkem dvou sloučených škol, a to původního Gymnázia Brno-Bystrc a zrušeného Klasického gymnasia, Brno v ulici Plovdivská.

## Historie

### Klasické gymnasium
Úsilí o obnovení osmiletého gymnázia zaměřeného na klasické a živé jazyky a humanitní předměty se datuje už od počátku roku 1990. Takto pojatý program se začal uskutečňovat od září téhož roku na gymnáziu Slovanské náměstí, kdy nastoupili první studenti do primy. Základní rysy koncepce byly jasné hned od počátku. Přestože inspirací bylo někdejší úspěšné klasické gymnasium, nešlo na začátku 90. let o jeho pouhé „obnovení“. Stejně tak byly odmítnuty i pokusy mechanicky převzít obsah podobně orientovaných středních škol v zahraničí. Cílem všech, kdo se na založení Klasického gymnasia v Brně podíleli, bylo vytvořit moderní jazykově a humanitně orientovanou školu, která vychází z dědictví evropské kultury a uplatňuje je v jednotlivých vyučovacích předmětech tak, aby absolventi byli dobře vybaveni pro život a profesní kariéru v jedenadvacátém století.
Nešlo tedy o žádný nostalgický pohled do minulosti, ale o vzdělávací koncepci, která svými kořeny vyrůstá z klasického odkazu, obsahem předmětů a výukovými metodami je však naprosto moderní. V létech 1992–1995 proto tým učitelů nově vznikajícího gymnázia spolu s odborníky z univerzity a akademie věd zpracovával a postupně na Ministerstvu školství obhajoval vzdělávací osnovy pro jednotlivé předměty. Učební plán byl pak ministerstvem schválen a zařazen mezi oficiální dokumenty.
Od školního roku 1993/1994 bylo Klasické gymnasium zařazeno do sítě škol a začalo působit v Žabovřeskách na Plovdivské ulici. Svoji činnost zahájilo za účasti ministra školství prof. P. Piťhy 1. září 1993.
Úspěchy absolventů Klasického gymnasia na vysokých školách potvrdily potřebnost klasického programu ve vzdělávací nabídce současných gymnázií a jeho široké uplatnění při dalším studiu.

### Gymnázium Brno-Bystrc
O vznik gymnázia se významným způsobem zasloužil profesor PhDr. Antonín Vašek, CSc., který jako člen místního zastupitelstva Brno-Bystrc prosazoval již od roku 1992 zřízení historicky první střední školy v Bystrci. Krátce po dostavbě školní budovy v srpnu 1994 bylo dne 1. září téhož roku Gymnázium Brno-Bystrc slavnostně otevřeno. Gymnázium se od svého vzniku začalo profilovat jako škola se zaměřením na výuku cizích jazyků a výpočetní techniky. Zpočátku nabízelo možnosti osmiletého nebo čtyřletého studia. Od září 1995 byla nabídka studijních oborů na gymnáziu rozšířena o pětileté dvojjazyčné česko-španělské studium, které je počínaje školním rokem 1996/1997 nabízeno jako šestileté. V důsledku administrativních opatření byla v roce 1998 přijata ke studiu poslední třída osmiletého oboru. Současně vzrůstal počet zájemců o studium na Gymnáziu Brno-Bystrc, a to přivedlo vedení školy k rozhodnutí rozšířit nabídku studia ve školním roce 1998/1999 o další šestiletý obor – živé jazyky, zaměření na anglický jazyk. Po obtížných jednáních na ministerstvu se záměr podařil prosadit a konkurenční prostředí dvou šestiletých oborů se stalo výraznou motivací pro práci studentů i učitelů.
Do školního roku 1997/1998, kdy proběhly první maturitní zkoušky a školu opustilo prvních 92 absolventů čtyřletého studia, se gymnázium rozrostlo na 18 tříd s 539 studenty. Ve školním roce 1999/2000 ukončilo studium prvních 30 studentů dvojjazyčného česko-španělského oboru a význam maturitních zkoušek podpořil svojí účastí jazykový rada Španělského velvyslanectví v Praze. Ve školním roce 2003/2004 ukončilo studium prvních 26 studentů třídy s rozšířenou výukou anglického jazyka. V jubilejním školním roce 2003/2004 nabízelo Gymnázium Brno-Bystrc 635 studentům v 21 třídách čtyři studijní obory.

### Novodobá historie
Usnesením zastupitelstva Jihomoravského kraje z 18. prosince 2003 vznikl dne 1. července 2004 nový právní subjekt Klasické a španělské gymnázium, Brno-Bystrc, který navazuje na dva původní subjekty – Klasické gymnasium a Gymnázium Brno-Bystrc. Tato nově vzniklá škola je přímým pokračováním tradic založených původními školami.
V roce 2019 došlo k přejmenování gymnázia na Gymnázium Brno-Bystrc, příspěvková organizace.

## Škola
Škola sídlí v budově z 90. let. Studentům poskytuje jak kmenové učebny pro jejich třídy, tak odborné učebny a laboratoře. Můžeme zde najít např. množství učeben s dataprojektory pro interaktivní výuku studentů a moderně vybavenou učebnu informačních technologií. Ze sportovního hlediska má škola 2 tělocvičny, posilovnu a horolezeckou stěnu, 4 hřiště s umělým povrchem, hřiště pro plážový volejbal, atletický areál. Součástí školy je traktem připojená školní jídelna.